# Charles Jaffe
Pour les articles homonymes, voir Jaffe.
Charles Jaffe est un joueur d'échecs américain né vers 1879 à Doubrowna dans l'Empire russe et mort le 12 juillet 1941 à Brooklyn.

## Biographie et carrière
Jaffe naquit dans l'Empire russe. La date de naissance varie suivant les sources (entre 1876 et 1887). Il émigra aux États-Unis en 1896 et s'installa à New York. Il finit septième du congrès américain d'échecs en 1904. En 1909, il perdit un match contre Frank Marshall (3,5 - 5,5). En 1911, il partagea la troisième place au tournoi international de New York en 1911 (victoire de Marshall) et dernier du tournoi international de Karlsbad en Europe. En 1913, à New York, il battit Capablanca et finit troisième du tournoi (victoire de Capablanca devant Marshall). En 1912, il perdit un match contre Capablanca. En 1913, au tournoi de La Havane, Capablanca accusa publiquement Jaffe d'avoir perdu volontairement sa partie contre Frank Marshall dans le but de lui faire gagner le tournoi.
Jaffe finit quatrième ex æquo du tournoi de Chicago en 1926 (victoire de Marshall devant Maroczy et Torre) avec 7,5 points sur 12. Il publia  Jaffe’s Chess Primer  en 1937. En 1938, il se qualifia pour la finale du championnat open des États-Unis à Boston et marqua 4 points sur 11. Lors de son dernier tournoi, le championnat open des États-Unis de 1939, il perdit toutes ses parties en finale.